# Thomas Christie (fils)
Pour les articles homonymes, voir Thomas Christie (homonymie) et Christie.
Thomas Christie (fils) (1855-2 février 1934) est un pharmacien et homme politique fédéral du Québec.

## Biographie
Né à Lachute dans les Laurentides au Québec, Thomas Christie devient député de la circonscription d'Argenteuil lors d'une élection partielle déclenchée en 1902 à la suite du décès de son père, Thomas Christie, lui-même député d'Argenteuil. Tentant sans succès d'être réélu lors des élections fédérales de 1904, il est défait par le candidat conservateur George Halsey Perley.